# Trachtl

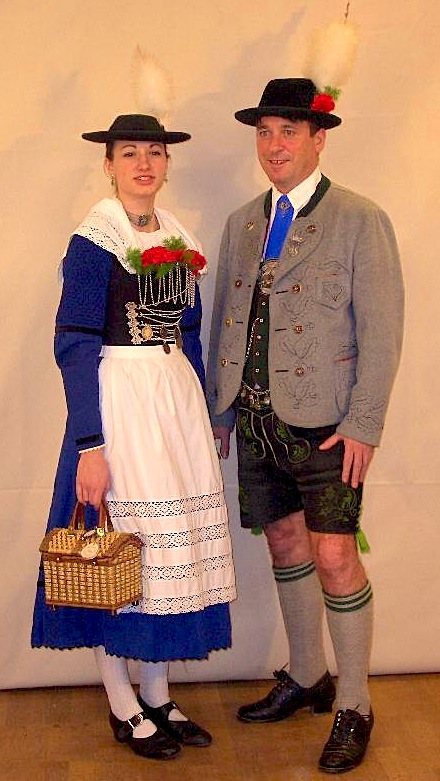
Ett par i Miesbacher Tracht, folkdräkt från Miesbach.

Trachtl, dialektal form av tyska Tracht (från högtyskans traht(a), lågtyskans dracht: "det man drar på sig"), är en samlingsbeteckning på folkdräkter från de tysktalande områdena.